# Donji Mušić
Donji Mušić (en serbe cyrillique : Доњи Мушиц) est un village de Serbie situé dans la municipalité de Mionica, district de Kolubara. Au recensement de 2011, il comptait 178 habitants.

## Démographie
| 1948 | 1953 | 1961 | 1971 | 1981 | 1991 | 2002 | 2011 |
| ---- | ---- | ---- | ---- | ---- | ---- | ---- | ---- |
| 456  | 458  | 411  | 373  | 307  | 259  | 243  | 178  |

|  |